# Гран-Сапосоа
Гран-Сапосоа, Gran Saposoa — условное название археологического объекта, представляющего собой ряд руин в высокогорных лесах перуанского департамента Амазонас. Американский путешественник Джин Савой в 1999 г. объявил в серии публикаций, что открыл данный памятник. Он отождествил его с доколумбовым городом Кахамаркилья, сооружённым культурой Чачапойя. Эта гипотеза подверглась критике со стороны других индеанистов, поскольку в исторических документах есть чёткое указание на то, что «Кахамаркилья» — это прежнее название современного высокогорного города Боливар. По утверждению Савоя, руины, состоящие из сотен круглых каменных сооружений, занимали площадь около 80 кв. миль и вмещали 20 тыс. обитателей .
Кроме того, целый ряд археологов подвергли жёсткой критике сам факт открытия — по их словам, памятник не только был им известен, но и частично задокументирован. В сентябре 2005 г. сын Дж. Савоя, Шон, выпустил заявление для агентства Associated Press, где объявил, что когда он вновь посетил Гран-Сапосоа, руины оказались сильно разграбленными. После этого сообщения шквал критики обрушился как на правительство Перу, не способное обеспечить защиту ценного памятника истории, так и на самого Савоя, не подумавшего о последствиях широкой шумихи в прессе о своих открытиях, поскольку ему было хорошо известно о деятельности «чёрных археологов».